# Lithophragma heterophyllum
Lithophragma heterophyllum là một loài thực vật có hoa trong họ Saxifragaceae. Loài này được (Hook. & Arn.) Hook. & Arn. miêu tả khoa học đầu tiên năm 1840.